# Triaenobunus groomi
Triaenobunus groomi is een hooiwagen uit de familie Triaenonychidae.